# The Walt Disney Company
The Walt Disney Company, powszechnie znana jako Walt Disney lub Disney – amerykańska korporacja środków masowego przekazu i rozrywki założona 16 października 1923 roku przez braci Roya i Walta Disneyów w Burbank w Kalifornii jako małe studio Disney Brothers Cartoon Studio. Jest to największy na świecie konglomerat medialny pod względem przychodów, wyprzedzając NBCUniversal i WarnerMedia, które są własnością telekomunikacyjnych gigantów, odpowiednio, Comcast i AT&T.
Firma operowała jako The Walt Disney Studio i Walt Disney Productions zanim w 1986 roku zmieniła nazwę na The Walt Disney Company. W jej skład wchodzą 3 segmenty biznesowe: Entertainment, ESPN i Parks, Experiences and Products. Dyrektorem generalnym od 2005 roku, z przerwą w latach 2020–2022, jest Robert Iger. Od 1991 roku firma wchodzi w skład indeksu Dow Jones Industrial Average.
Maskotką korporacji jest Myszka Miki, rysunkowa postać stworzona przez Uba Iwerksa i Walta Disneya.

## Historia

### 1923–1928: Era filmów niemych

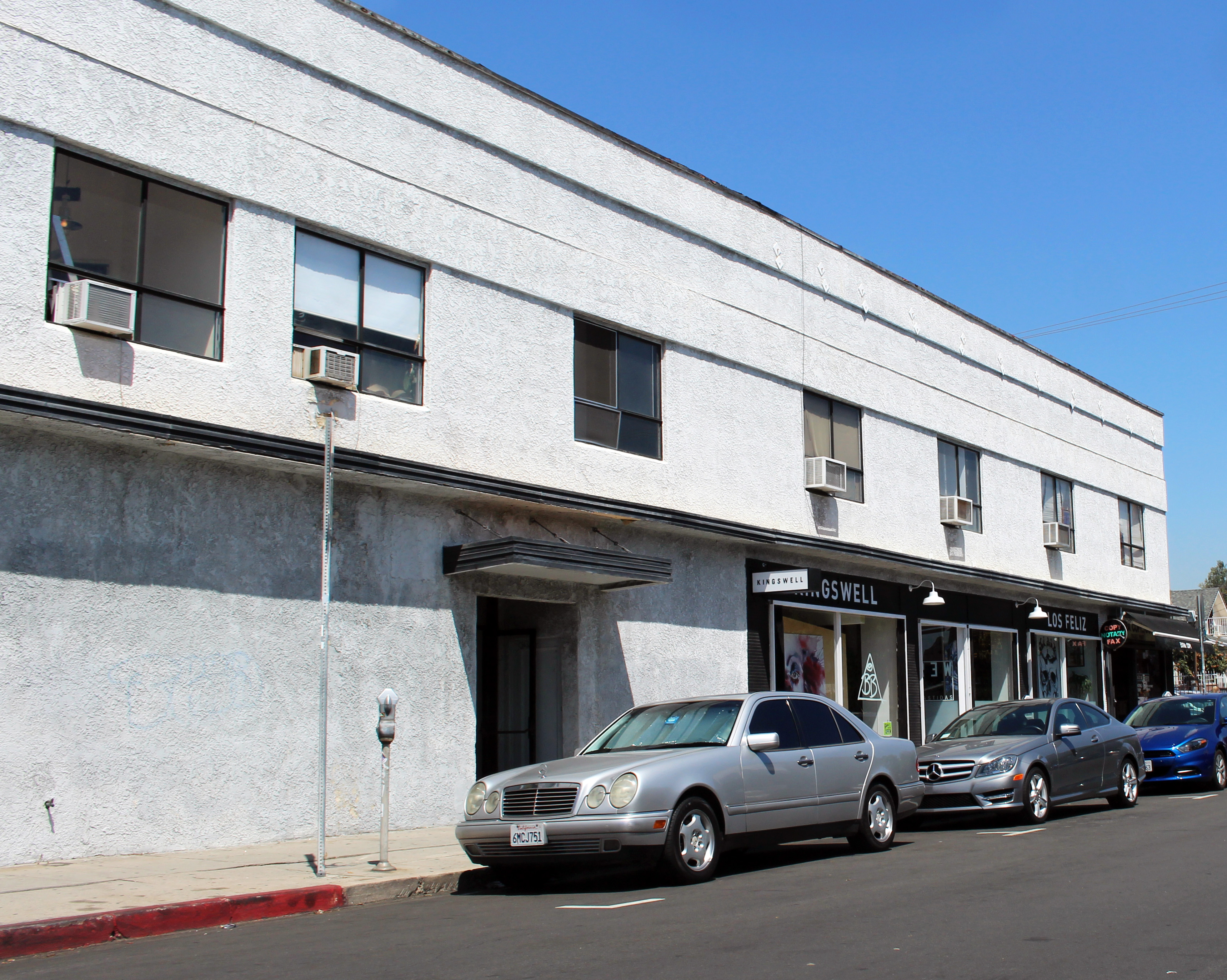
Budynek na Kingswell Avenue w Los Angeles, gdzie zaczynało swoją działalność Disney Brothers Cartoon Studio

Na początku 1923 w Kansas City, Missouri, animator Walt Disney utworzył krótkometrażowy film zatytułowany Alicja w Krainie Czarów (Alice’s Wonderland), w którym dziecięca aktorka Virginia Davis pojawiła się u boku animowanych postaci. Po tym, jak jego Laugh-O-Gram Studio zbankrutowało, Disney dołączył do swojego brata Roya Disneya w Hollywood. Margaret J. Winkler, która zajmowała się filmową dystrybucyjną, skontaktowała się z Disneyem i zaoferowała dystrybucję całej serii Alice Comedies z Disneyem jako partnerem produkcyjnym. 16 października tego samego roku bracia Disneyowie utworzyli Disney Brothers Cartoon Studio, któremu w styczniu 1926 zmienili nazwę na Walt Disney Studio.
Po upadku popularności serii Alice Comedies Walt Disney stworzył pierwszą w pełni animowaną serię o Króliku Oswaldzie. Dystrybucją serii zajmowało się Winkler Pictures za pośrednictwem Universal Pictures. Mimo że Disney stworzył postać, to zarobił zaledwie kilkaset dolarów, a właścicielem praw do Królika Oswalda stał się dystrybutor. W lutym 1928, po ukończeniu 26 krótkometrażówek, Disney stracił kontrakt z dystrybutorem.

### 1928–1934: Myszka Miki iSilly Symphonies
W 1928, po stracie stworzonego przez siebie Królika Oswalda, Disney wymyślił postać myszki, którą początkowo nazwał Mortimer, po czym – za namową żony – zmienił jej imię na Myszkę Miki. Pierwszymi kreskówkami z Myszką Miki (którą narysował Ubbe Iwerks), były nieme Szalony lot i Galopujący Gaucho (oba z 1928), które jednak nie spotkały się z uznaniem dystrybutorów i widzów kinowych pokazów przedpremierowych. Pierwszym filmem z dźwiękiem, w którym wystąpiła Myszka Miki, był Parowiec Willie, który w listopadzie 1928 miał swoją premierę w kinoteatrze „Colony” w Nowym Jorku. Film animowany stał się wielkim hitem wytwórni i zebrał pozytywne recenzje od krytyków. Był zarazem pierwszym w pełni udźwiękowionym filmem animowanym. Po sukcesie filmu Disney pozostał niezależnym twórcą, odrzucając oferty współpracy od największych amerykańskich wytwórni filmowych. Zamiast tego sprzedał Patowi Powersowi z Celebrity Productions prawa na rozpowszechnianie filmów z Myszką Miki. Pod koniec roku Walt Disney Studios wydały udźwiękowione reedycję Galopującego Gaucho, a w 1929 – Szalonego lotu. W tym okresie, przez kolejne półtora roku, studio wyprodukowało 31 animowanych filmów krótkometrażowych z Myszką Miki. Kreskówki Disneya uchodziły za dzieła o najwyższych wartościach moralnych i stały się wzorem dla całej branży filmowej w USA, która w latach 20. i 30. mierzyła się z kryzysem wizerunkowym i upadkiem moralnym.
Walt Disney Studios w sierpniu 1929 zaczęło produkcję nowej serii – Głupiutkie symfonie, której dystrybucją zajęła się Columbia Pictures. 16 grudnia tego samego roku studio przeszło reorganizację jako korporacja o nowej nazwie Walt Disney Productions Limited z dywizją Walt Disney Enterprises oraz dwiema spółkami zależnymi: Disney Film Recording Company Limited oraz Liled Realty and Investment Company. Walt i jego żona posiadali 60% udziałów firmy, a Roy – pozostałe 40%. 24 stycznia 1930 firma King Features Syndicate podpisał kontrakt na wydanie komiksu o Myszce Miki na łamach „New York Mirror”. Poza tym, by jeszcze bardziej spieniężyć popularność Mikiego, Disney sprzedał licencje na umieszczenie postaci m.im. na zabawkach, ubraniach, wózkach dziecięcych i książkach (m.in. „The Mickey Mouse Book”, którą w pierwszym roku po premierze sprzedano w nakładzie ponad 97 tys. egzemplarzy). W tym okresie powstały także pierwsze fankluby Myszki Miki, które w samych Stanach Zjednoczonych jednoczyły ponad milion osób.
W 1932 Disney podpisał dwuletni kontrakt z firmą Technicolor na produkcję kreskówek w kolorze. Pierwszą z kolorowych produkcji były Kwiaty i drzewa (1932) z serii Głupiutkie symfonie, za którą Disney otrzymał Oscara dla najlepszego krótkometrażowego filmu animowanego. Dużą popularnościa cieszyła się także 36. produkcja z serii Głupiutkich symfonii – Trzy małe świnki (1933), za którą Disney m.in. otrzymał trzecią nagrodę na Międzynarodowym Festiwalu Filmowym w Moskwie i drugiego w karierze Oscara za najlepszy krótkometrażowy film animowany. W grudniu 1933 Chicagowski Instytut Sztuki dołączył do stałej kolekcji kilka krótkometrażowych filmów Disneya, a sam rysownik otrzymał od redakcji czasopisma „Parents” medal za „wybitne zasługi w służbie dzieciom”. 

### 1934–1945:Królewna Śnieżka i siedmiu krasnoludkówi II wojna światowa

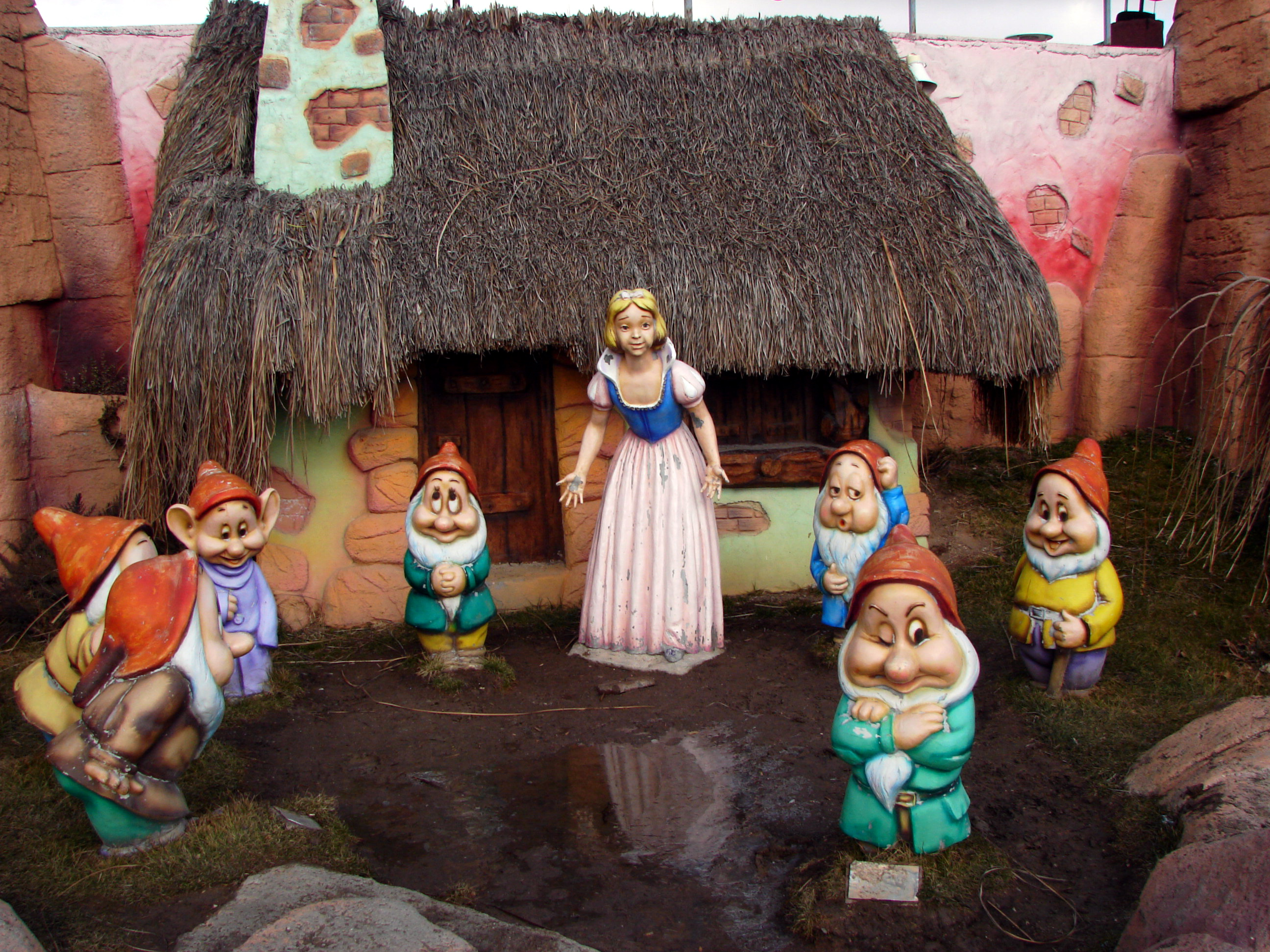
Figurki przedstawiające filmową Królewnę Śnieżkę i siedmioro krasnoludków

Chcąc jeszcze bardziej przełamać bariery w animacji, a także reagując na skutki wielkiego kryzysu w USA (m.in. na spadek frekwencji widzów w kinach), Disney rozpoczął w 1934 produkcję pierwszej pełnometrażowej animacji – Królewny Śnieżki i siedmiu krasnoludków na podstawie baśni braci Grimm. Przed rozpoczęciem prac nad filmem rozbudował studio produkcyjne i zatrudnił wielu nowych animatorów, m.in. Marka Davisa, Warda Kimballa, Franka Thomasa i Ollie’ego Johnstona, którzy razem z dotychczasowymi pracownikami – Lesem Clarkiem, Johnem Lounsberym, Mittem Kahlem, Wolfgangiem Reithermanem i Erikiem Larsonem – stali się znani jako tzw. Dziewiątka Weteranów Disneya (Disney’s Nine Old Men). W studiu zatrudnienie znaleźli także: Art Babbitt, Bill Tytla, Joe Grant, Grim Natwick, Hamilton Luske i Shamus Culhane. Ukończywszy na początku 1935 zarys scenariusza i harmonogram produkcji filmu, Disney podniósł niektórym zaufanym animatorom pensje do 300 dol. na tydzień, tj. do kwoty, którą sam pobierał za pracę w studiu. W tym okresie w studiu zatrudnionych było 1150 pracowników, co znacznie zwiększyło kwotę wypłat, a to – jak również rosnące koszty produkcji i stale wydłużający się czas pracy nad filmem – wyraźnie nadwyrężyło finanse firmy. W międzyczasie studia wypuściło krótkometrażowy film animowany Benefis dla sierot (The Orphan’s Benefit, 1935), w którym po raz pierwszy pojawiła się – stworzona przez Disneya – postać Kaczora Donalda, będącego osobowościowym przeciwieństwem Myszki Miki.
Po trzech latach nieustannej pracy – przez całą dobę, siedem dni w tygodniu – Królewna Śnieżka i siedmiu krasnoludków miała swoją oficjalną premierę 21 grudnia 1937 w kinoteatrze Carthay Circle w Hollywood. Film zebrał przychylne recenzje krytyków i osiągnął sukces komercyjny, do 1939 stając się najbardziej kasowym filmem tamtych czasów. Środki zarobione na Królewnie Śnieżce… zostały wykorzystane do kupna i budowy studia filmowego w Burbank w Kalifornii. Nowe Walt Disney Studios zostało oddane do użytku jesienią 1939. 2 kwietnia 1940 firma Walt Disney Productions otrzymała swoją pierwszą ofertę publiczną. W tym samym roku w studiu ponownie został zatrudniony Ub Iwerks, tym razem na stanowisku kierownika studia wydziału technicznych prac badawczych. 
W następnych latach studio wyprodukowało kolejne animowane filmy pełnometrażowe: Pinokio i Fantazja (oba z 1940), Dumbo (1941) i Bambi (1942). Ten okres nazywany jest często „złotym wiekiem Disneya”, mimo że żaden z wymienionych filmów (poza Dumbo, który okazał się hitem sprzedażowym) nie przyniósł dochodów oczekiwanych przez studio.  Chcąc podreperować budżet firmy, Disney ponownie dopuścił do kinowej dystrybucji film Królewna Śnieżka i siedmiu krasnoludków, który przyniósł studiu dochód. Studio w międzyczasie wypuściło też film Uparty smok (The Reluctant Dragon, 1941) będący połączeniem filmu aktorskiego z animowanym.
W Polsce pierwsze filmy Disneya zadebiutowały podczas dwudziestolecia międzywojennego i były pokazywane w kinach przez National Film Corporation, dystrybutora United Artists na II Rzeczpospolitą. W latach 1938-1939 wydawano komiks Gazetka Miki, a w październiku 1938 odbyła się premiera Królewny Śnieżki z polskim dubbingiem.
Od początku lat 40. w studiu panowała nerwowa atmosfera związana z organizowaniem się pracowników w związki zawodowe, co nie podobało się Disneyowi i doprowadziło do masowych zwolnień. Od początku wiosny do końca lata 1941 w studiu trwał strajk rysowników (na czele z Arthurem Babbittem, Davidem Hilbermanem i Herbem Sorrellem), którzy byli nadmiernie eksploatowani w pracy, lecz uniemożliwiono im prowadzenie zbiorowych negocjacji w sprawie podwyższenia płac. Disney, rozczarowany organizowaniem się pracowników w związki zawodowe, odmówił prowadzenia negocjacji oraz oskarżył liderów strajku o komunizm i działanie przeciwko interesom studia. Strajk zakończył się we wrześniu 1941 zawarciem porozumienia między studiem a działaczami związkowymi.
Po wybuchu II wojny światowej zyski ze sprzedaży biletów zaczęły spadać. Rządy Stanów Zjednoczonych i Kanady zleciły studiu Disneya produkcję filmów szkoleniowych i propagandowych – w 1942 aż 90% pracowników studia pracowała przy filmach związanych z wojną. Wówczas powstał m.in. film Zwycięstwo Sił Powietrznych (Victory Through Air Power, 1943). Studio wykorzystywało również stworzone przez siebie postaci, przy czym np. Kaczor Donald pojawił się w propagandowej animacji Der Fuehrer’s Face (1943), która przyniosła twórcom Oscara za najlepszy krótkometrażowy film animowany.

### 1946–1954: Czasy powojenne i rozwój telewizji

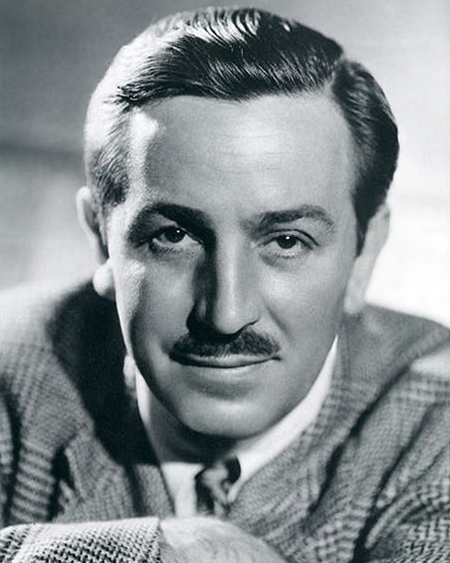
Walt Disney (1946)

Z ograniczonym personelem i niewielkim kapitałem operacyjnym w czasie i tuż po wojnie, filmy Disneya przez większość lat 40. były wydawane jako kolekcje filmów krótkometrażowych, takich jak Trzej Caballeros (1944) i Kolorowe melodie (1948). W tym czasie studio wyprodukowało m.in. aktorsko-animowany film musicalowy Pieśń Południa (Song of The South, 1946) oraz kilka filmów krótkometrażowych (m.in. Swing Street, Currier and Ives i Cuban Carnival) oraz 18 kreskówek.
W styczniu 1945 Walt Disney zrezygnował ze stanowiska prezesa własnego studia, jako powód podając „potrzebę uwolnienia się od wyczerpującej go pracy administracyjnej”. Nowym szefem Walt Disney Productions został Roy Disney. Pod koniec lat 40. Walt Disney wyprodukował w studiu serię dokumentalnych filmów przyrodniczych True-Life Adventures. Nakręcił też krótkometrażowy film Wyspa fok (Seal Island, 1948), za który otrzymał Oscara za najlepszy krótkometrażowy film na dwóch rolkach.
W latach 40. studio zaczęło wykazywać coraz większe problemy finansowe, które potęgowało pojawienie się w 1949 telewizji komercyjnej, przez którą kina notowały coraz niższe wyniki sprzedaży biletów. Disney mimo to odrzucił oferty emitowania jego filmów stacjom telewizyjnym, uznając wyższość technologiczną kina, w których – w przeciwieństwie do telewizji – można było pokazywać filmy w kolorze. W lutym 1950 do kin trafił Kopciuszek, pierwszy od siedmiu lat pełnometrażowy film animowany studia. Film był zarazem pierwszą animacją studia, która po wojnie odniosła sukces finansowy. W tym samym roku ukazał się pierwszy fabularny film akcji studia – Wyspa skarbów. Później premierę miały kolejne filmy fabularne: Opowieść o Robin Hoodzie i jego wesołych kompanach (1952), Miecz i róża (1953) i 20 000 mil podmorskiej żeglugi (1954) oraz animowane: Alicja w Krainie Czarów (1951) i Piotruś Pan (1953), których produkcja rozpoczęto jeszcze przed wojną.
W grudniu 1950 Walt Disney Productions i The Coca-Cola Company nawiązały współpracę przy telewizyjnym programie specjalnym An Hour in Wonderland, który został wyemitowany na antenie NBC. W październiku 1954 stacja ABC wyemitowała pierwszy wyprodukowany przez studio program telewizyjny – Disneyland.
W 1953 Disney zakończył współpracę dystrybucyjną z RKO Radio Pictures, którą rozpoczął w 1937, i założył własną firmę do dystrybucji filmów – Buena Vista Distribution. Utworzył także prywatną korporację WED Enterprises, a także jej filię, Retlaw Enterprises, która zajmowała się nabywaniem praw i zarządzaniem towarami sprzedawanymi ze znakiem „Walt Disney”. W 1954 otrzymał Oscary za: najlepszy pełnometrażowy film dokumentalny (Żyjąca pustynia), najlepszy krótkometrażowy film animowany (Przygody z muzyką), najlepszy krótkometrażowy film dokumentalny (The Alaskan Eskimo), najlepszy krótkometrażowy film na dwóch rolkach (Bear Country).

### 1955–1984: Disneyland, Walt Disney World, śmierci Walta i Roya Disneyów

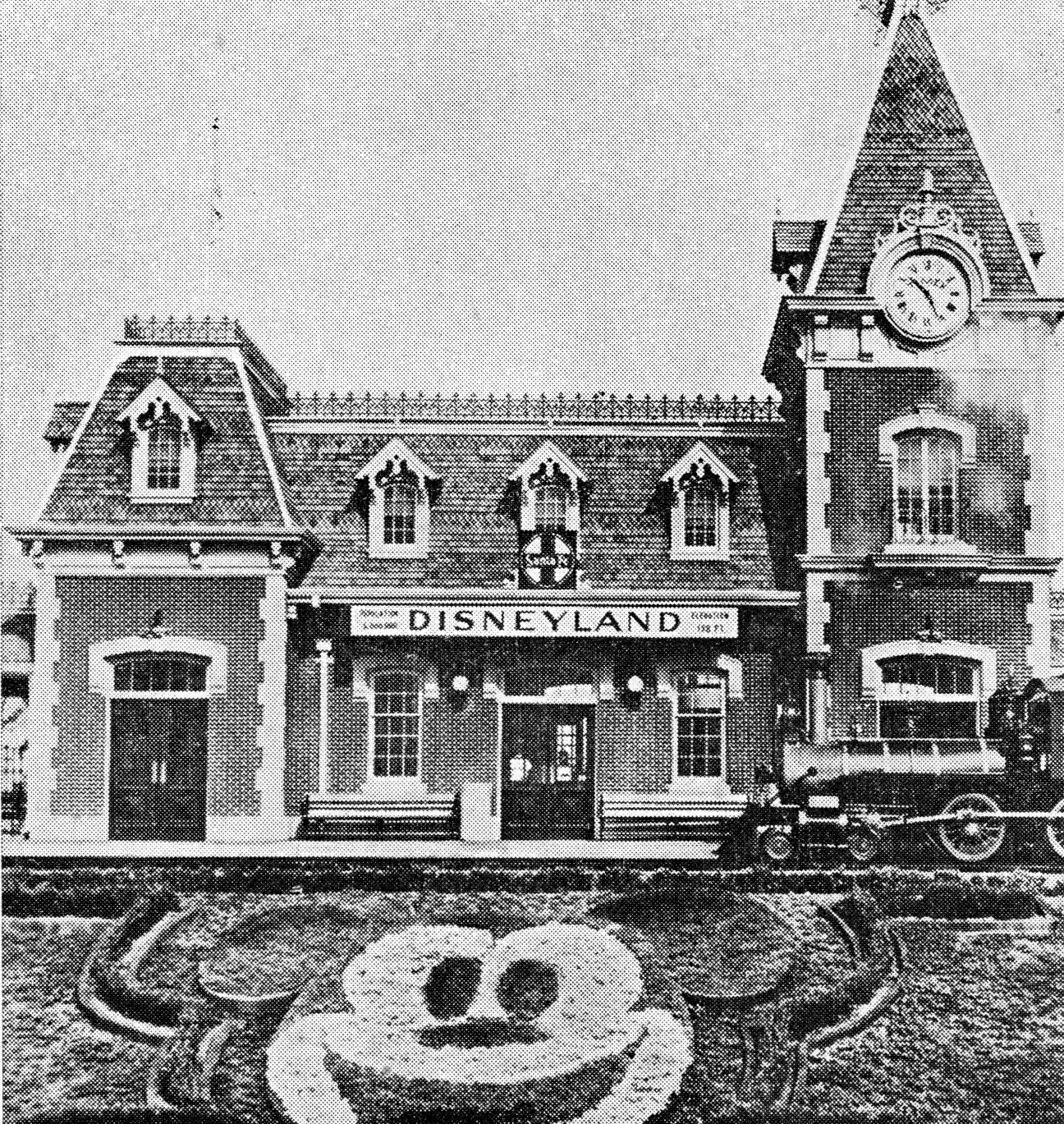
Disneyland (1957)

27 października 1954 telewizyjną premierę na antenie ABC miał program The Disneyland Story (później przemianowany na Disneyland, a w 1958 – na Walt Disney Presents), którego pierwszy odcinek obejrzało ponad 30 mln widzów. 17 lipca 1955 w Kalifornii uruchomiony został Disneyland Resort, jako idea miejsca, w którym dorośli i dzieci mogą wspólnie spędzić czas. Otwarcie parku rozrywki transmitowała telewizja ABC. W październiku 1955 na antenie ABC zadebiutował codzienny program rozrywkowy Klub Myszki Miki. W latach 1957–1959 stacja ABC emitowała Zorro, pierwszy serial aktorski stworzony przez studio. Również w 1957 premierę miał film autorski studia – Old Yeller, który okazał się hitem kasowym, zarabiając ponad 10 mln dol. Dwa lata później do kin ponownie trafił film Królewna Śnieżka i siedmiu krasnoludków, który zapewnił studiu kolejne ponad 5 mln dol. dochodu.
W 1961 firma zakupiła prawa do postaci z książki Kubuś Puchatek. W tym samym premierę na antenie NBC miał program rozrywkowy Cudowny kolorowy świat Walta Disneya (Walt Disney's Wonderful World of Color), będący nową odsłoną Disneylandu emitowanego przez telewizję ABC, z którą Disney zakończył współpracę w grudniu 1960. Również w 1961 do kin trafił długometrażowy film animowany 101 dalmatyńczyków. W latach 60. studio zrealizowało kilka filmów aktorskich: Moon Pilot (1962) i That Darn Cat (1965), a także wznowiło kinową dystrybucję Fantazji.
W sierpniu 1964 premierę miał aktorsko-animowany film Mary Poppins, który osiągnął sukces kasowy, zebrał przychylne recenzje krytyków i zapewnił twórcom pięć Nagród Akademii Filmowej: dla najlepszej aktorki pierwszoplanowej (Julie Andrews) oraz za najlepsze efekty specjalne (Peter Helenshaw), najlepszy montaż (Cotton Warburton), najlepszą muzykę filmową (Richard M. Sherman i Robert B. Sherman) i najlepszą piosenkę oryginalną („Chim-Chim-Cheree”).
W 1965 przedstawiono plany na park rozrywki Disney World, w którego skład miały wejść hotele i małe miasteczko; pod ten cel wykupiono ponad 400 hektarów w Orlando na Florydzie. 15 grudnia 1966 Walt Disney zmarł z powodu zatrzymania akcji serca, kilka tygodni po zdiagnozowaniu u niego raka płuc. Jego miejsce w firmie zajął Roy Disney, którego jednym z pierwszych zarządzeń była zmiana nazwy parku „Disney World” na „Walt Disney World”, aby uhonorować pamięć brata i jego wizję. Po dobrowolnym porzucenia prezesury przez Roya Disneya kierownictwem w firmie zajęły się dwoma komitety: administracyjny (dowodzony przez Donna Tatuma i Carda Walkera) oraz produkcyjny (dowodzony przez Rona Millera i Roya E. Disneya). Walt Disney World został otwarty 1 października 1971. 20 grudnia tego samego roku Roy Disney zmarł na udar mózgu.
W 1976 prezesem Walt Disney Productions został Cord Walker, a Ron Miller – szefem produkcji. W marcu 1977 z funkcji wiceprezesa studia zrezygnował Roy E. Disney, który pozostał jednak w zarządzie firmy i nadal był największym udziałowcem. W 1978 ze stanowiska prezesa zarządu zrezygnował Donn Tatum, a zastępujący go Cord Walker mianował prezesem studia Rona Millera.
W 1980 powstało Walt Disney Home Video jako odpowiedź na debiutujący rynek kaset VHS. W 1982 w kurorcie Walt Disney World Resport otwarty został park rozrywki EPCOT w Bay Lake na Florydzie, a po jego otwarciu nowym presesem studia został Raymond L. Watson. 15 kwietnia 1983 otworzony został Tokyo Disneyland, a trzy dni później wystartował kanał telewizyjny Disney Channel. W tym samym miesiącu utworzone zostało Walt Disney Pictures. Również w 1983 Ron Miller utworzył Touchstone Pictures, aby produkować filmy dla starszej publiczności. Premierową produkcją studia był Plusk (Splash, 1984).

### 1984–2005: Kierownictwo Michaela Eisnera

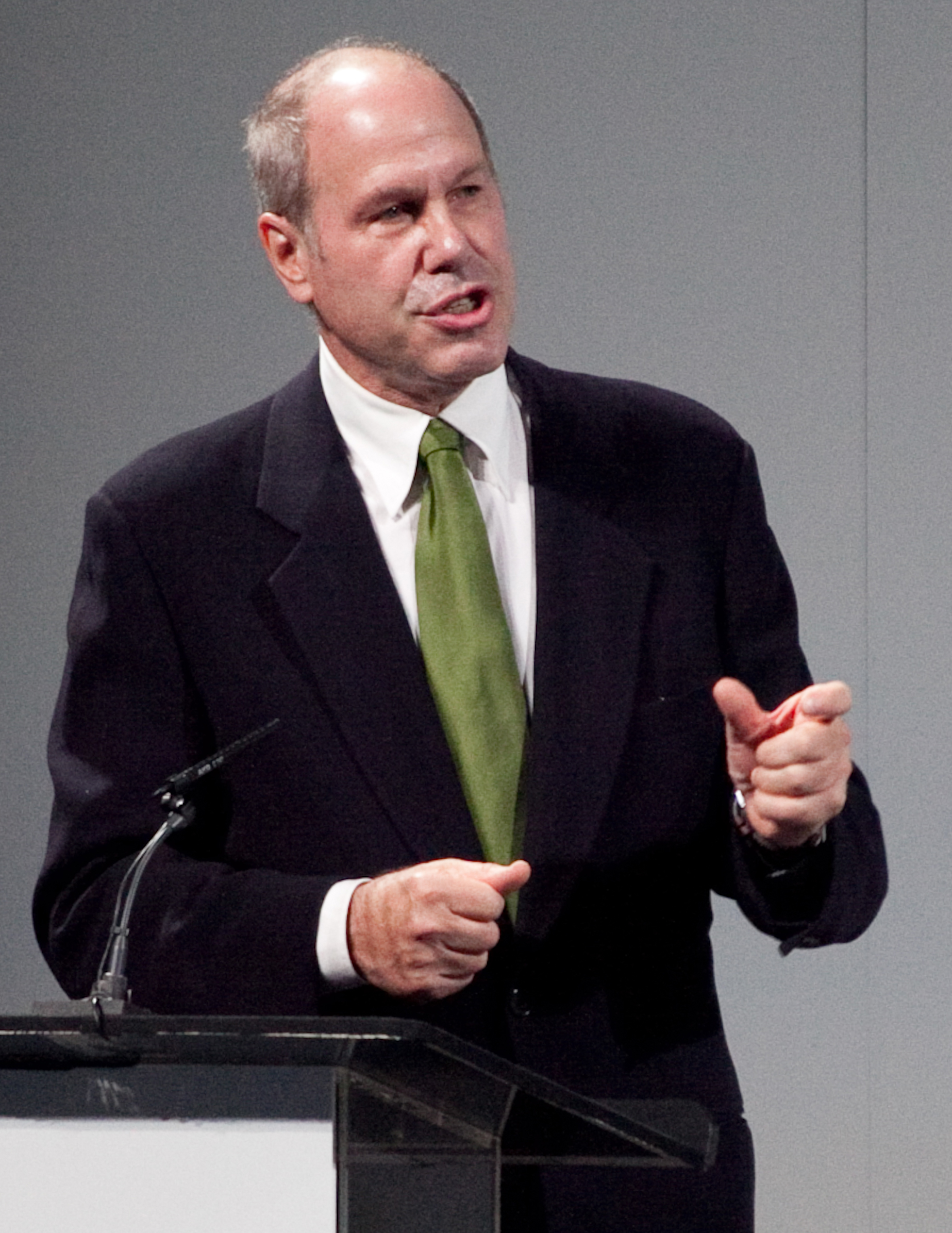
Michael Eisner

W 1984 kierownictwo nad firmą objęli Frank Wells i  Michael Eisner, który położył większy nacisk na markę Touchstone Pictures. Powstały wtedy m.in. filmy: Włóczęga z Beverly Hills (1986), Bezlitośni ludzie (1986), Good Morning, Vietnam (1987), Trzech mężczyzn i dziecko (1987), Stowarzyszenie Umarłych Poetów (1989) i Pretty Woman (1990). W 1986 firma oficjalnie zmieniła nazwę na The Walt Disney Company.
W 1988 zadebiutował aktorsko-animowany film Kto wrobił królika Rogera?. Wydane zostały również pełnometrażowe animacje: Mała Syrenka (1989), Piękna i Bestia (1991), Aladyn (1992) czy Król lew (1994), które zapewniły studiu sukces finansowy.
1 lutego 1989 założono studio Hollywood Pictures, które – obok Touchstone – miało również produkować filmy dla dojrzalszej publiczności. W tym samym roku firma rozpoczęła rozmowy dotyczące przejęcia The Jim Henson Company razem z biblioteką produkcji i praw Mupettów. 16 maja 1990, kiedy nadal trwały negocjacje, Jim Henson zmarł. Zostały one zakończone bez powodzenia w grudniu tego samego roku. 12 kwietnia 1992 otworzono Euro Disney Resort, którego nazwę zmieniono dwa lata później na Disneyland Paris. W 1993 firma założyła drużynę hokejową ligi NHL o nazwie Mighty Ducks of Anaheim. W tym samym roku zakupione zostało studio Miramax Films. W 1994 ówczesny prezes firmy, Franklin Wells, zginął w wypadku lotniczym. W tym samym roku Eisner planował wykupić NBC od General Electric. W 1995 udało mu się doprowadzić do kupna Capital Cities/ABC Inc za 19 mld dol., a w wyniku tej transakcji nabył m.in. ogólnokrajową stację telewizyjną ABC, A&E Television Networks i ESPN. W 1996 wykupiona została drużyna baseballowa Anaheim Angels. W 1997 firma zawarła porozumienie ze Steve’em Jobsem dotyczące współpracy przy filmach produkowanych przez studio Pixar, należące do Jobsa.
W 2001 został zakupiony Fox Family Worldwide. W 2003 Disney sprzedał udziały w drużynie Anaheim Angels, a w lutym 2004 nabył prawa do Muppetów i Niedźwiedzia w dużym niebieskim domu od The Jim Henson Company. Obie marki zostały umieszczone w Muppets Holding Company, LLC, w dywizji Consumer Products. W tym samym czasie Comcast Corporation złożyło ofertę kupna Disneya za 54 miliardy dolarów, która ostatecznie została odrzucona. W 2005 sprzedano Mighty Ducks of Anaheim.

### 2005 – 2020: Kierownictwo Roberta Igera

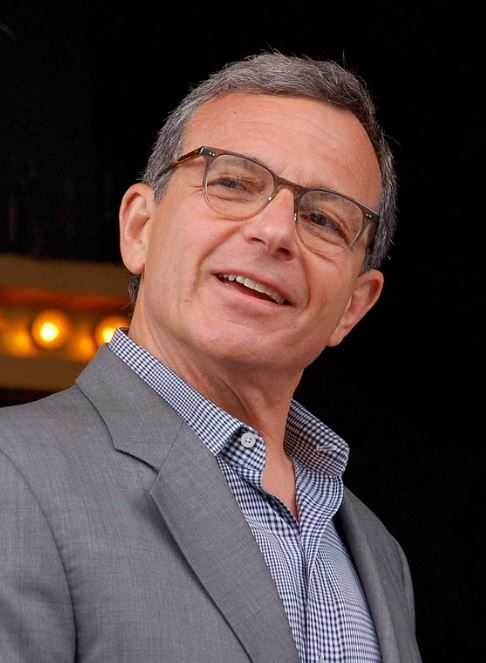
Robert Iger (2013)

Nowym dyrektorem generalnym firmy został Robert Iger, natomiast Eisner odszedł z firmy. 17 lipca 2005 został otworzony Hong Kong Disneyland na 50-lecie otwarcia pierwszego Disneylandu. 1 października tego samego roku Iger oficjalnie zastąpił Eisnera. W tym samym roku poinformowano o zamknięciu DisneyToon Studios Australia w październiku 2006.
23 stycznia 2006 poinformowano o zakupie studia animacyjnego Pixar od Steve’a Jobsa za 7,4 miliarda dolarów; transakcja zakończyła się 5 maja tego samego roku. W 2006 Disney odzyskał prawa do Królika Oswalda. W kwietniu 2007 zmieniono nazwę Muppets Holding Company na The Muppets Studio i przeniesiono do dywizji Walt Disney Studios. W tym samym roku zamknięte zostało Hollywood Pictures. 31 sierpnia 2009 poinformowano o zakupie Marvel Entertainment za 4,24 miliarda dolarów. Transakcja ta zakończyła się 31 grudnia tego samego roku. W 2010 postanowiono sprzedać studio Miramax.
W kwietniu 2011 rozpoczęto budowę Shanghai Disney Resort, które zostało otwarte w czerwcu 2016. W lutym 2012 zakupione zostało UTV Software Communications, a w październiku tego samego roku poinformowano o planach zakupu Lucasfilm za 4,05 miliarda dolarów. Transakcja ta zakończyła się 12 grudnia. W marcu 2014 Disney zakupił Marker Studios, które zostało przemianowane w maju 2017 na Disney Digital Network. W sierpniu 2016 33% udziałów BAMTech, a rok później powiększył je do 75%. Wtedy też ujawniono, że firma planuje uruchomienie własnych serwisów strumieniowych, ESPN+ w kwietniu 2018 i Disney+ w listopadzie 2019.

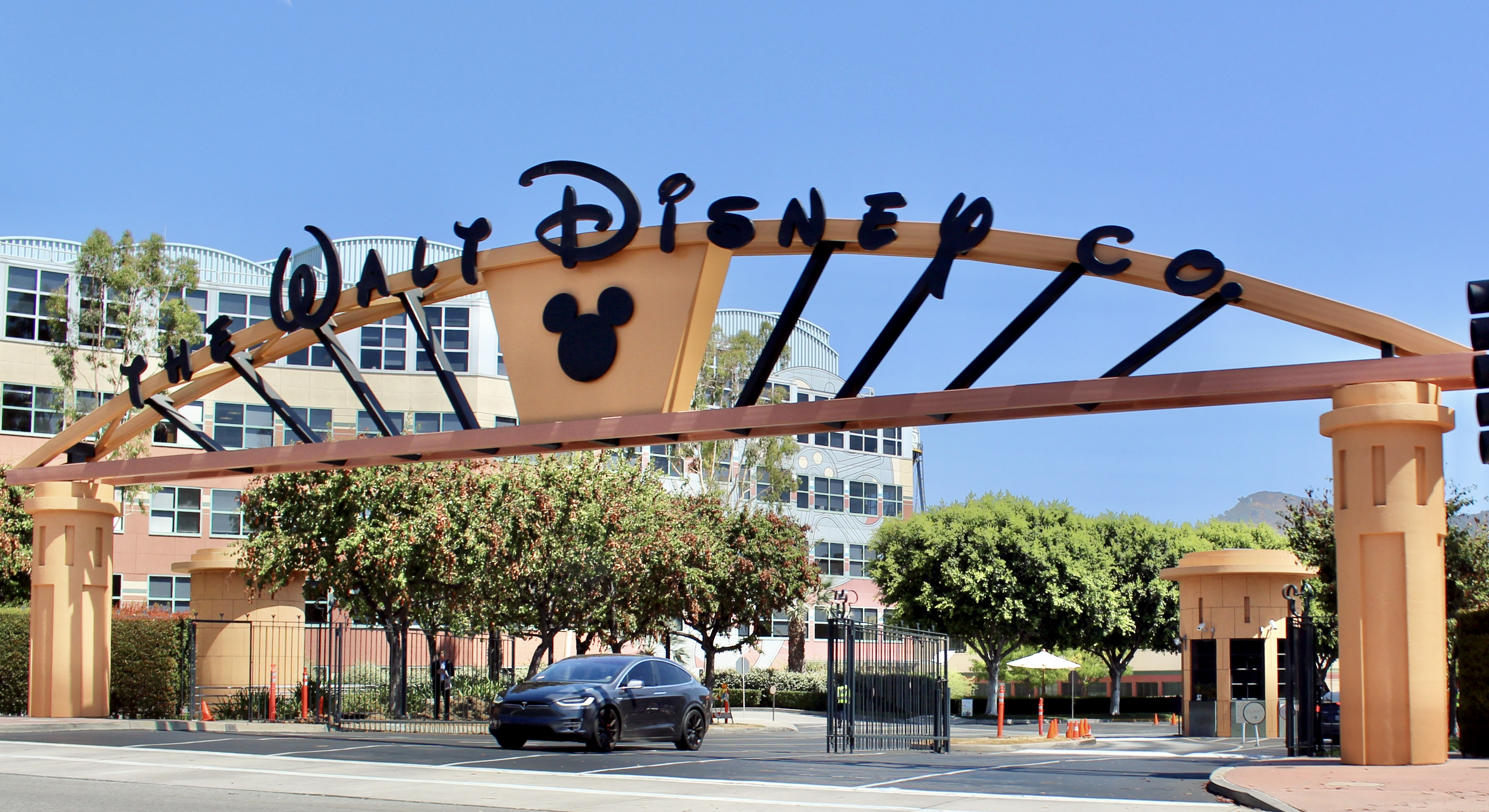
Wejście do głównej siedziby Disneya w Burbank, w Kalifornii

W listopadzie 2017 firma CNBC podała do wiadomości, że The Walt Disney Company negocjuje kupno części majątku 21st Century Fox. 14 grudnia 2017 Disney oficjalnie ogłosił zamiar zakupu 21st Century Fox za 52,4 miliarda dolarów w akcjach. W marcu 2018 rozpoczęła reorganizację tworząc dwie nowe jednostki Parks, Experiences and Products i Direct-to-Consumer and International. Pierwsza z nich jest w głównej mierze połączeniem Parks & Resorts i Consumer Products & Interactive Media, natomiast druga jednostka ma zarządzać Disney International, sprzedażą i dystrybucją poza Stanami Zjednoczonymi oraz mediami strumieniowymi. W kwietniu 2018 poinformowano, że zakończenie transakcji zakupu części 21st Century Fox spodziewane jest w połowie 2019 roku. Jednak w czerwcu Comcast Corporation przedstawiło swoją ofertę zakupu za 65 miliardów dolarów. Kilka dni później Disney podbił swoją ofertę do 71,3 miliarda. 27 czerwca 2018 umowa ta została zaakceptowana przez Departament Sprawiedliwości Stanów Zjednoczonych pod warunkiem, że Disney odsprzeda 22 regionalne kanały sportowe należące do Foxa. Następnego dnia Disney i Fox wyznaczyły datę zebrania udziałowców, w sprawie głosowania nad umową, na 27 lipca tego samego roku. 8 października ogłoszono nową strukturę organizacyjną dywizji Media Networks, która ma obowiązywać po zakończeniu transakcji, a 10 dni później dywizji Walt Disney Studios. W 2018 zamknięte zostało Disneytoon Studios. 20 marca 2019 poinformowano o zakończeniu transakcji kupna 21st Century Fox. Dzień później poinformowano o planach zamknięcia studia Fox 2000. W połowie stycznia 2020 poinformowano, że zostały zmienione nazwy zakupionych studiów filmowych 20th Century Fox i Fox Searchlight Pictures na 20th Century Studios i Searchlight Pictures.

### Od 2020: Kierownictwo Boba Chapeka i powrót Roberta Igera
25 lutego 2020 Bob Chapek zajął miejsce Boba Igera na stanowisku dyrektora generalnego firmy, a Iger pozostał przewodniczącym wykonawczym do końca 2021. W sierpniu tego samego roku nastąpił rebranding studiów telewizyjnych: ABC Studios zostało zintegrowane z ABC Signature Studios pod nazwą ABC Signature, 20th Century Fox Television zostało przemianowane na 20th Television, a Fox 21 Television Studios – na Touchstone Television. W tym samym miesiącu Chapek poinformował o planach uruchomiania kolejnego serwisu streamigwego na rynek międzynarodowy o nazwie Star, w którym znalazły się produkcje ABC Signature, 20th Television, FX Productions, Freeform, 20th Century Studios i Searchlight Pictures. W październiku wskutek restrukturyzacji struktura Disneya została podzielona pomiędzy sześć biznesowych segmentów. W grudniu poinformowano o zakończeniu działalności Touchstone Television. W lutym 2021 wystartowała usługa zintegrowana Disney+ o nazwie Star, w krajach gdzie serwis jest dostępny, poza Ameryką Łacińską, gdzie został uruchomiony oddzielny serwis Star+ w czerwcu tego samego roku. Również w lutym podjęto decyzję o zamknięciu Blue Sky Studios. W marcu uruchomiono 20th Television Animation, które koncentruje się na produkcjach animowanych dla dorosłego widza. W kwietniu podpisano umowę z Sony na dystrybucję ich treści w latach 2022–2026. 31 grudnia Iger ustąpił ze stanowiska przewodniczącego, a jego miejsce zajęła Susan Arnold. 10 marca firma wstrzymała wszelkie operacje i dystrybucję treści w Rosji po jej inwazji na Ukrainę. 20 listopada poinformowano, że Iger powrócił na stanowisko prezesa, zajmując miejsce Chapeka.
W lutym 2023 firma The Walt Disney Company przeszła kolejną restrukturyzację – z dotychczasowych segmentów biznesowych pozostała dywizja Parks, Experiences and Consumer Products, natomiast wyłączona została dywizja ESPN oraz powstała dywizja Entertainment, która koncentruje wokół siebie wytwórnie filmowe i telewizyjne, stacje telewizyjne i serwisy streamingowe (z wyjątkiem tych podlegających pod ESPN) oraz dystrybucję.

## Struktura i majątek The Walt Disney Company
| Dywizje | Dywizje                 | Dywizje |
| Entertainment | ESPN                    | Parks, Experiences and Consumer Products |
| --- | ----------------------- | --- |
| - Walt Disney Studios - Walt Disney Pictures - Walt Disney Animation Studios - Disneynature - Pixar Animation Studios - Lucasfilm Ltd. - Marvel Studios - 20th Century Studios - Searchlight Pictures - Disney Theatrical Group - Disney Studio Services - Disney Digital Studio Services - Walt Disney Television - Disney Television Studios - ABC Signature - Searchlight Television - 20th Television - 20th Television Animation - ABC Entertainment - ABC Television Network - Freeform - ABC News - Disney Branded Television - FX Networks - National Geographic Partners (73%) - A&E Television Networks (50%) - Dystybucja - Walt Disney Studios Motion Pictures - Theatrical Distribution - Disney Media Distribution - Disney–ABC Domestic Television - Walt Disney Studios Home Entertainment - Disney Streaming Services - Disney+ - Hulu (67%) - BAMTech Media - Movies Anywhere, LLC. - Disney Digital Network - Disney Music Group | - ESPN Inc. (80%) ESPN+ | - Parks and Resorts Disneyland Resort Walt Disney World Disneyland Paris Shanghai Disneyland Resort Hong Kong Disneyland Tokyo Disney Resort Disney Cruise Line Disney Aulani Disney Vacation Club Adventures by Disney Disney Signature Experiences Walt Disney Imagineering FoxNext - Consumer Products Walt Disney Publishing Worldwide Disney Games and Interactive Experiences Disney Retail The Muppets Studio Marvel Entertainment |

## Kierownictwo
Na podstawie źródła

Zarząd:
- Przewodniczący: Susan Arnold (2022–)[162]
- Dyrektorzy: Mary T. Barra (2017–), Safra A. Catz (2018–), Francis A. deSouza (2018–), Michael Froman (2018–), Maria Elena Lagomasino (2015–), Mark G. Parker (2016–), Derica W. Rice (2019–)

Dyrektor generalny:
- Robert Iger[164]

Przewodniczący dywizji Disney  Entertainment:
- Alan Begman, Dana Walden[165]

Przewodniczący dywizji Disney Parks, Experiences and Consumer Products:
- Josh D’Amaro[165]

Przewodniczący dywizji ESPN
- James Pitaro[165]

| Byli prezesi: - Walt Disney (1923–1945) - Roy Oliver Disney (1945–1968) - Donn Tatum (1968–1971) - Esmond Cardon Walker (1971–1980) - Ronald William Miller (1980–1984) - Franklin Wells (1984–1994) - Michael Ovitz (1995–1997) - Robert Iger (2000–2012) | Byli dyrektorzy generalni: - Roy Oliver Disney (1929–1971) - Donn Tatum (1971–1976) - Esmond Cardon Walker (1976–1983) - Ronald William Miller (1983–1984) - Michael Eisner (1984–2005) - Robert Iger (2005–2020) - Bob Chapek (2020–2022) | Byli przewodniczący: - Walt Disney (1945–1966) - Roy Oliver Disney (1966–1971) - Donn Tatum (1971–1980) - Esmond Cardon Walker (1980–1983) - Raymond Watson (1983–1984) - Michael Eisner (1984–2004) - George J. Mitchell (2004–2006) - John E. Pepper Jr. (2007–2012) - Robert Iger (2012–2021) |